# Šen-čen (řeka)
Řeka Šen-čen (čínsky pchin-jinem Shēnzhèn Hé, znaky 深圳河, anglicky Shenzhen River, Sham Chun River) česky též Šam-čchun je hraniční řeka mezi městem Šen-čen v provincii Kuang-tung a zvláštní administrativní oblastí Hongkong v Číně. Slouží jako přirozená hranice oddělující Hongkong a pevninskou Čínu, a to spolu s ulicí Čchun-jing, Šenčenským zálivem, zátokou Mirs a řekou Ša-tcha-kok. Toto vymezení hranic pohází od dob pronájmu Nových teritorií v roce 1898 Spojenému království Velké Británie a Irska prostřednictvím Druhé Pekingská smlouvy.
Pramení u hory Wu-tchung v Šen-čenu. Mezi její přítoky patří řeky Pching Jüen, Še-še-uk, Še-uk-jüe, Ng-tchun, Pu-ťi a Tchan-šan. Řeka se vlévá do Šenčenského zálivu. U jejího ústí se nacházejí bažiny Maj-pcho.